# Nelyubov
Nelyubov (Russisch: Нелюбовь; Engels: Loveless) is een Russische film uit 2017, geregisseerd door Andrei Zviaguintsjev. De film ging op 18 mei in première op het filmfestival van Cannes in de competitie voor de Gouden Palm.

## Verhaal
Boris en Zhenya staan op het punt te scheiden en maken voortdurend ruzie terwijl er nog eens aan de lopende band bezoekers over de vloer komen om hun appartement te bezichtigen dat te koop staat. Tijdens een van hun vele ruzies verdwijnt Aleksej, hun twaalfjarige zoon.

## Rolverdeling
| Acteur           | Personage                  |
| ---------------- | -------------------------- |
| Mariana Spivak   | Zhenya                     |
| Aleksej Rozin    | Boris                      |
| Matvej Novikov   | Aleksej                    |
| Marina Vasiljeva | Masha                      |
| Andris Leiss     | Anton                      |
| Aleksej Fateev   | coördinator opsporingsteam |

## Productie
De film werd geselecteerd als Russische inzending voor de beste niet-Engelstalige film voor de 90ste Oscaruitreiking.

## Prijzen en nominaties
De belangrijkste:
| Jaar | Prijs                    | Categorie                                                             | Genomineerde(n)                                                       | Uitslag  |
| ---- | ------------------------ | --------------------------------------------------------------------- | --------------------------------------------------------------------- | -------- |
| 2017 | National Board of Review | Beste niet-Engelstalige film (ex-aequo met 120 battements par minute) | Beste niet-Engelstalige film (ex-aequo met 120 battements par minute) | Gewonnen |
| 2017 | Europese filmprijzen     | Beste cinematografie                                                  | Mikhail Krichman                                                      | Gewonnen |
| 2017 | Europese filmprijzen     | Beste filmmuziek                                                      | Evgueni en Sacha Galperine                                            | Gewonnen |